# Selim Bayraktar
Selim Bayraktar (Kirkuk, Irak; 17 de junio de 1975) es un actor turco, más conocido por su actuación como Sümbül Ağa en Muhteşem Yüzyıl.

## Vida y carrera
Nació en el seno de una familia de origen irakí-turco. Cuando era niño, empezó a realizar competiciones gimnásticas. Durante los días finales de la guerra de Irán-Irak, un cuerpo doble de Sadam Hussein visitó las escuelas de Bayraktar con el fin de reclutar niños en el ejército; Bayraktar fue escogido para servir al ejército, su familia decidió hacer contrabando en Turquía. Empezó a trabajar en el Teatro Estatal Turco después de graduarse de Hacettepe Universidad en 2000.
Bayraktar Habla turco, turco, otomano, árabe y Kurdo.

## Filmografía

### Televisión
| Año       | Título                              | Personaje             | Nota(s)          |
| --------- | ----------------------------------- | --------------------- | ---------------- |
| 2006      | Köprü                               | Erdal                 |                  |
| 2009      | Bir Bulut Olsam                     | Mahmud Paşa           | Actor de reparto |
| 2011-2014 | Muhteşem Yüzyıl                     | Sümbül Ağa            | Elenco principal |
| 2016      | Gecenin Kraliçesi                   | Hakan                 | Elenco principal |
| 2017      | Çoban Yıldızı (estrella del pastor) | Zekkar Karakaya       | Antagonista      |
| 2017-2018 | Ufak Tefek Cinayetler               | Edip Özmen            | Elenco principal |
| 2018      | Ağlama Anne                         | Ali Osman             | Elenco principal |
| 2020      | Zümrüdüanka                         | Abbas Demirkan        | Antagonista      |
| 2020      | Rise of Empire: Ottoman             | Chandarly Halil Pasha | Elenco Principal |
| 2021-2022 | Destan                              | Alpagu Han            | Elenco Principal |